# 布魯亞-央街站
布魯亞－央街站是一座多倫多地鐵車站，坐落加拿大安大略省多倫多市中心央街和布魯亞街（Bloor Street）交界處的東北角，為央街－大學線和布魯亞－丹佛線的交匯車站，工作日客流量於2011-12年度達416,170人次，為多倫多地鐵系統中最繁忙的車站。
此站的央街線月台本名為布魯亞站（Bloor Station），於1954年3月30日聯同央街線一起開幕。布魯亞－丹佛線月台於1966年2月26日聯同該線其他車站一起開幕，而此站亦同時改為現稱。多倫多公車局從2009年11月起在此站的央街線南行月台實施人流管制措施，將在此上車和下車的乘客分流，從而加快列車的上落客速度，更讓繁忙時間期間到站的央街線南行列車次數微升。
下列由多倫多公車局營運的巴士線駛經布魯亞－央街站：
- 97號央街巴士線（Yonge）
- 320號央街深宵巴士線（Yonge）

## 外部連結
- 维基共享资源上的相關多媒體資源：布魯亞－央街站
- （英文）TTC Bloor-Yonge Station （页面存档备份，存于）－多倫多公車局網站 布魯亞－央街站頁面